# Stensjön (Ockelbo socken, Gästrikland, 674308-154399)
Stensjön är en sjö i Ockelbo kommun i Gästrikland och ingår i Testeboåns huvudavrinningsområde. Sjön har en area på 0,0491 kvadratkilometer och ligger 204 meter över havet.

## Delavrinningsområde
Stensjön ingår i det delavrinningsområde (674484-154376) som SMHI kallar för Inloppet i Mångeln. Medelhöjden är 187 meter över havet och ytan är 11,26 kvadratkilometer. Räknas de 2 avrinningsområdena uppströms in blir den ackumulerade arean 35,34 kvadratkilometer. Laån som avvattnar avrinningsområdet har biflödesordning 2, vilket innebär att vattnet flödar genom totalt 2 vattendrag innan det når havet efter 62 kilometer. Avrinningsområdet består mestadels av skog (94 procent). Avrinningsområdet har 0,05 kvadratkilometer vattenytor vilket ger det en sjöprocent på 0,4 procent.